# والتر هندل
والتر هندل (انگلیسی: Walter Hendl؛ ۱۲ ژانویه ۱۹۱۷ – ۱۰ آوریل ۲۰۰۷) آهنگساز، رهبر ارکستر و نوازنده پیانو اهل ایالات متحده آمریکا بود. دختر او نیز یک رقصندهٔ حرفه‌ای باله بود.
او از شاگردان «فریتس راینر» بود و بعدها مدرس موسیقی در کالج سارا لارنس شد.